# Kílian Jornet Burgada
Kílian Jornet Burgada (* 27. října 1987 Sabadell) je španělský skialpinista, ultramaratonec a horolezec. Několikanásobný mistr světa a Evropy ve skialpinismu a skyrunningu. Je známý také rychlými výstupy na horské a velehorské vrcholy.

## Výkony a ocenění

### Horské výstupy
- Mount Everest, 2x za týden[2]
- Matterhorn, 2:52 hod[3]

### Závodní výsledky

#### Skialpinismus
| Mistrovství světa ve skialpinimsu | Mistrovství světa ve skialpinimsu | Mistrovství světa ve skialpinimsu | Mistrovství světa ve skialpinimsu | Mistrovství světa ve skialpinimsu |
| Rok                               | 2008                              | 2010                              | 2011                              | 2015                              |
| --------------------------------- | --------------------------------- | --------------------------------- | --------------------------------- | --------------------------------- |
| Muži                              |                                   | 2                                 | 1                                 |                                   |
| Vertical race                     |                                   | 1                                 | 1                                 | 1                                 |
| Long distance                     | 3                                 |                                   |                                   |                                   |
| Štafety                           | 3                                 |                                   |                                   |                                   |

| Mistrovství Evropy ve skialpinimsu | Mistrovství Evropy ve skialpinimsu | Mistrovství Evropy ve skialpinimsu |
| Rok                                | 2009                               | 2012                               |
| ---------------------------------- | ---------------------------------- | ---------------------------------- |
| Muži                               |                                    | 1                                  |
| Vertical race                      | 1                                  | 1                                  |
| Štafety                            | 1                                  |                                    |